# Leoncjusz Scholastyk
Leoncjusz Scholastyk (gr.: Λεόντιος ο σχολαστικός) – poeta bizantyński z VI wieku, autor epigramatów.

## Osoba
Leoncjusz Scholastyk żył i tworzył za panowania cesarza Justyniana I (527-565) w Konstantynopolu. Był stołecznym adwokatem (σχολαστικός) należącym do kręgu wykształconych prawników i humanistów skupionych wokół Agatiasza Scholastyka. Pisali oni epigramy w klasycznej grece, które najprawdopodobniej były potem odczytywane w czasie wspólnych spotkań. Agatiasz wydał 24 epigramy Leoncjusza w Antologii nowych epigramów skąd trafiły one potem do Antologii palatyńskiej.

## Twórczość
W swojej twórczości Leoncjusz zachwycał się budowlami Justyniana w stolicy: termami cesarskimi (IX 630), nową łaźnią obok Zeuksyppowej (IX 614, 624), domem między łaźnią Zeuksyppa a hipodromem (IX 623). Równie pochlebne są jego portrety cesarskich dostojników prefekta Gabriela (XVI 32), szambelana Kallinika (XVI 33), prefekta Piotra (XVI 37). Oprócz wielkich tego świata przedstawia też sylwetki uczciwego lekarza Jamblicha (XVI 2272), woźnicy cyrkowego Porfiriusza (XVI 357), modnych tancerek, pląsającej jak muza Heladii (XVI 286), pięknej Antusy, której nie tknął Zeus (XVI 285).
W epigramach nagrobkowych opłakiwał cytrzystę Platona, porównywanego z Orfeuszem (VII 571), retora z Attyki Cheirediosa (VII 573), wesołego mówcę Piotra Patrycjusza, który spadł z dachu podczas Bachanaliów (VII 579), Rodę z Tyru, żonę prawnika Gemellosa (VII 575). Jedyny epigram miłosny, o kubku który dotyka warg ukochanej, a poeta może mu tylko zazdrościć (V 295), jest naśladownictwem Agtiasza (V 201), który z kolei naśladował Meleagra.

## Przekłady na język polski
- Leontios Scholastyk, Epigramy [w:] Antologia Palatyńska, wybrał, przeł. i oprac. Zygmunt Kubiak, Warszawa 1978, s.278-279 (Tancerka Hellada, s. 278, Wyzłocony posąg tancerki, s. 278, Jej wargi, s. 279, Na śmierć muzyka, s. 279).